# 盖达尔·阿利耶夫中心
盖达尔·阿利耶夫中心，又稱盖达尔·阿利耶夫文化中心，是一个位于巴库市占地57,500 m2（619,000 sq ft）的建筑，由伊拉克裔英國建築師扎哈·哈迪德所设计。 该中心以1969年至1982年担任阿塞拜疆苏维埃社会主义共和国第一书记，1993年10月至2003年10月担任阿塞拜疆共和国总统的盖达尔·阿利耶维奇·阿利耶夫命名。

## 设计

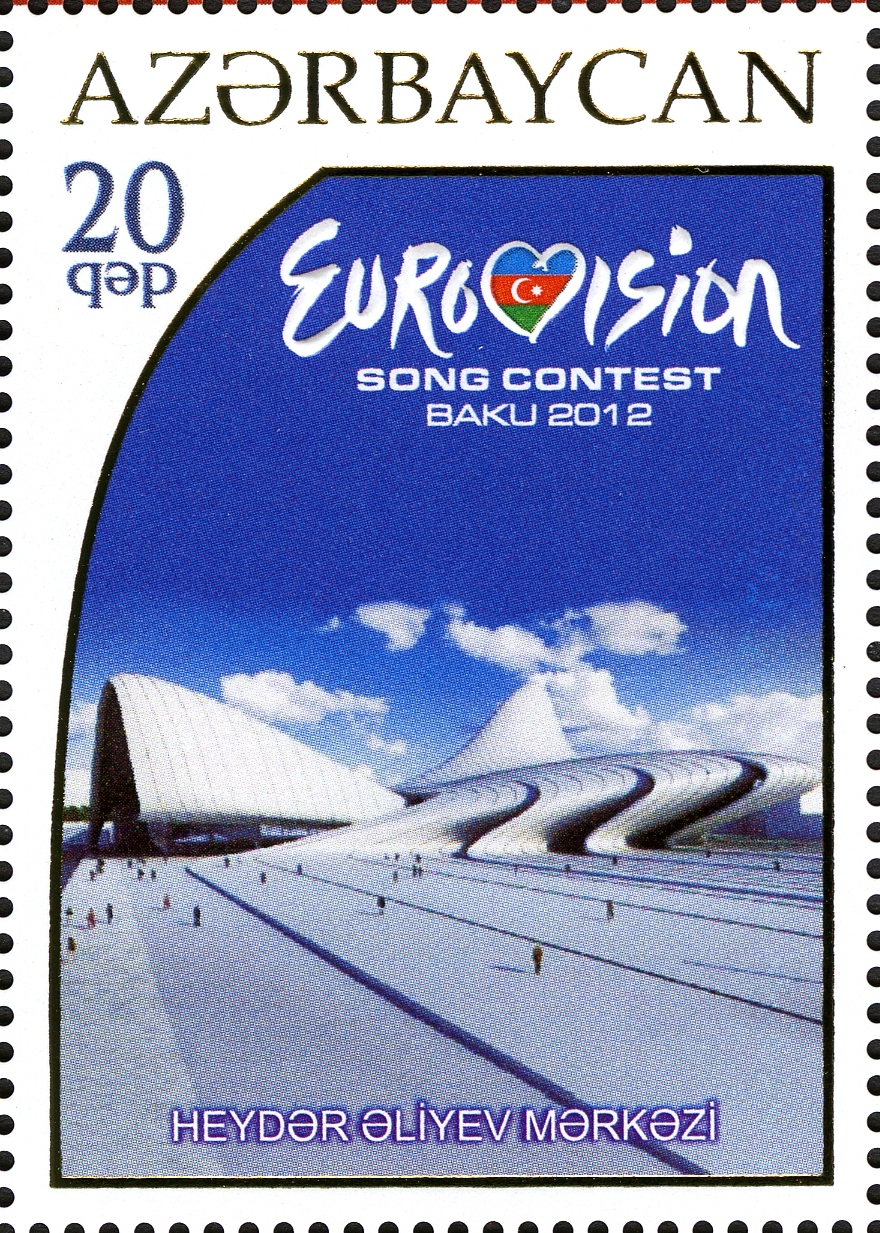
在巴库举行的2012年歐洲歌唱大賽面值为20卡皮克的纪念邮票上的盖达尔阿利耶夫中心

2007年，扎哈·哈迪德经过一场竞赛成功竞选为该中心的设计建筑师。 盖达尔阿利耶夫中心设有一个带 3 个礼堂、一个图书馆和一个博物馆的会议厅。该中心或在城市文化建设中或有不可或缺的作用。该建筑紧邻城市中心，在巴库的重建起到了举足轻重的作用。
盖达尔·阿利耶夫中心于2012年5月10日举行了正式的试营业仪式，主持仪式的是蓋達爾·阿利耶夫的兒子、现任阿塞拜疆共和国总统伊利哈姆·蓋達爾·奧格雷·阿利耶夫。

## 引用
1. ↑  . July 20, 2012  [July 20, 2017]. （原始内容存档于2020-05-18）.
2. ↑  Joseph, Giovannini. "Heydar Aliyev Center" September 17, 2013. []
3. ↑  . Yatzer. 2013-11-15  [2018-01-17]. （原始内容存档于2018-07-13） （英语）.
4. ↑  .   [2012-05-11]. （原始内容存档于2012-05-12）.